# クローディン15
クローディン15（英: claudin-15）は、約23 kDa（キロダルトン）の膜タンパク質である。細胞膜を4回貫通しており、N末端とC末端は細胞質にある。C末端にはチロシン-バリンを含むPDZ結合モチーフを持つ。2014年に、名古屋大学の藤吉好則、東京大学の濡木理らの共同研究グループによって初めて結晶構造が解かれたクローディンである。

## 機能と疾患
クローディン15は、クローディンファミリーの一つでタイトジャンクションの構成成分である。肺、心臓、腎臓、消化管、筋肉、胸腺などに発現があるが、特に小腸に多い。また、中皮に発現する主要なクローディンである。
クローディン15のノックアウトマウスは、上部小腸が肥大する表現型を示す。

## 発見の経緯
クローディン15は1999年に京都大学の月田承一郎らのグループによってデータベースから見出され名付けられた。